# 5872 Sugano
Az 5872 Sugano (ideiglenes jelöléssel 1989 SL) a Naprendszer kisbolygóövében található aszteroida. Toshiro Nomura,  Koyo Kawanishi fedezte fel 1989. szeptember 30-án.